# Amblyptila
Amblyptila es un género de polilla de la familia Gracillariidae.

## Especies
Este género contienen las siguientes especies:
- Amblyptila cynanchi Vári, 1961
- Amblyptila strophanthina Vári, 1961